# Формери
Формери (фр. Formerie) — посёлок на севере Франции, в департаменте Уаза. Находится в регионе О-де-Франс, округ Бове, кантон Гранвилье, в 53 км к юго-западу от Амьена и в 37 км к северо-западу от Бове. на западе коммуны находится железнодорожная станция Формери линии Амьен-Руан.
1 января 2019 года в состав коммуны Формери вошла соседняя коммуна Бутаван.
Население (2018) — 2 120 человек.

## История
Формери серьезно пострадал во время Первой и Второй мировых войн. 21 июня 1950 года за героические действия его защитников во время Второй мировой войны посёлок был награждён Военным крестом.

## Достопримечательности
- Церковь Нотр-Дам XVII века
- Шато XIX века

## Экономика
Структура занятости населения:
- сельское хозяйство — 3,4 %
- промышленность — 24,2 %
- строительство — 4,7 %
- торговля, транспорт и сфера услуг — 39,3 %
- государственные и муниципальные службы — 28,5 %

Уровень безработицы (2017) — 21,2 % (Франция в целом — 13,4 %, департамент Уаза — 13,8 %). 

Среднегодовой доход на 1 человека, евро (2018) — 17 930 (Франция в целом — 21 730, департамент Уаза — 22 150).

## Демография
Динамика численности населения, чел.

## Администрация
Пост мэра Формери с 2001 года занимает Вильям Бу (William Bous). На муниципальных выборах 2020 года возглавляемый им список был единственным.
| Период | Период | Фамилия          | Партия                  | Примечания                                               |
| ------ | ------ | ---------------- | ----------------------- | -------------------------------------------------------- |
| 1963   | 1977   | Эмиль Жиюдиселли |                         |                                                          |
| 1977   | 1983   | Этьен Седу       |                         |                                                          |
| 1983   | 2000   | Эрве Жорон       | Социалистическая партия | директор колледжа, член Генерального совета департамента |
| 2000   | 2001   | Рене Мениваль    |                         | работник компании Kindy                                  |
| 2001   |        | Вильям Бу        | Разные левые            | руководитель предприятия                                 |

## Города-побратимы
- Наштеттен, Германия

## Галерея

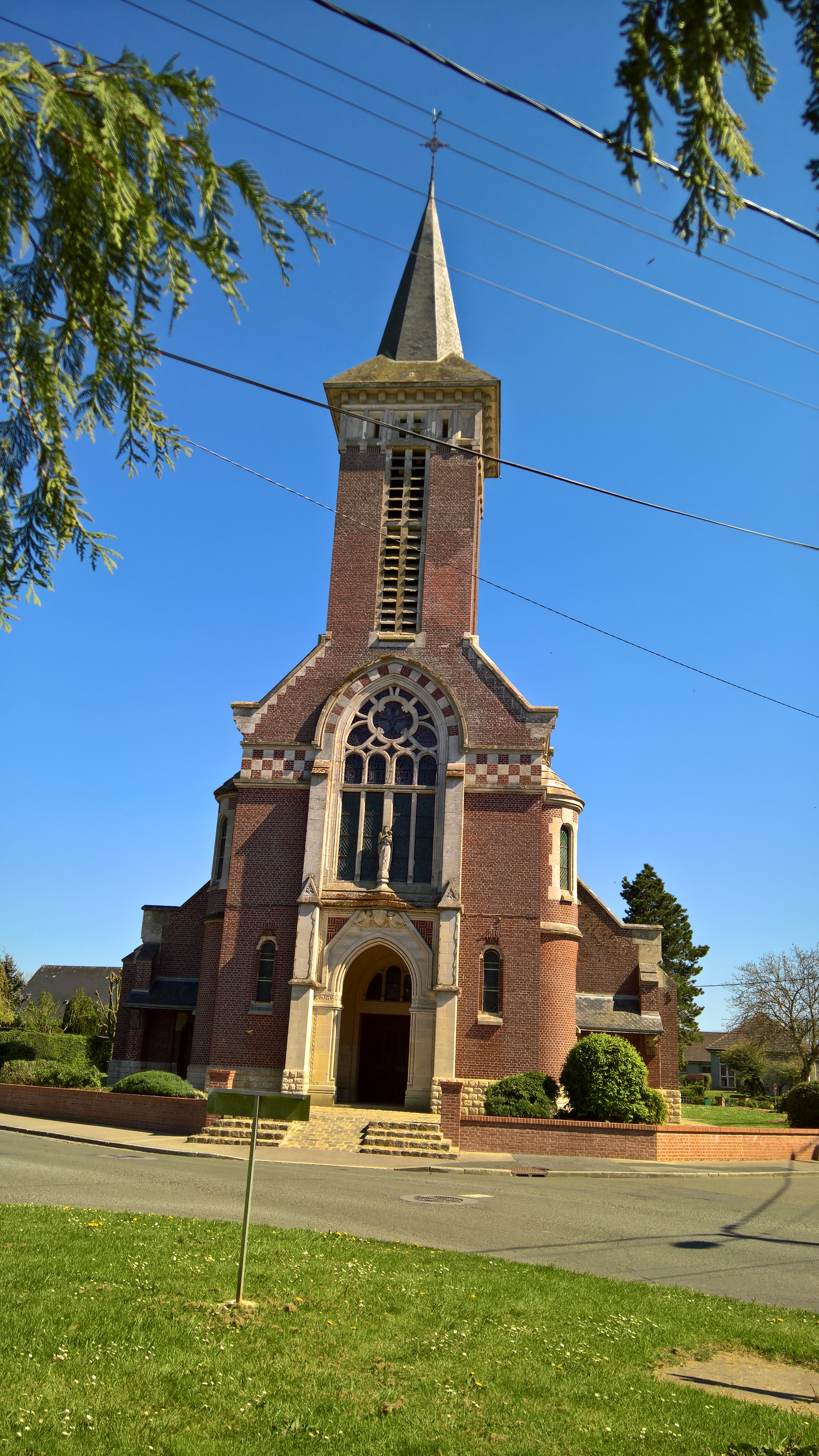
Церковь Нотр-Дам